# Rosifax
Rosifax é um género monotípico de plantas com flores pertencentes à família Amaranthaceae. A única espécie é Rosifax sabuletorum.
A sua área de distribuição nativa é na Somália.